# 威尔逊·马纳法
威尔逊·米格斯·马纳法·扬科（Wilson Migueis Manafá Jancó，1994年7月23日—）是一名葡萄牙职业足球运动员，具有安哥拉以及幾內亞比紹血統，司职边后卫或边锋，2024年時效力于中国超级联赛俱乐部上海申花足球俱乐部。
威尔逊·马纳法23岁时首次参加葡萄牙足球超级联赛，當時他是樸迪莫倫斯體育會的一員。 2019年他以700万欧元的身价转会至波尔图足球俱乐部，之后他在該俱樂部共踢了130场比赛，赢得两次联赛和葡萄牙盃雙料冠軍。 